# Championnats d'Asie de judo 1984
Navigation
Édition précédente Édition suivante
Les championnats d'Asie de judo 1984, cinquième édition des championnats d'Asie de judo, ont eu lieu du 1er au 4 avril 1984 à Koweït, au Koweït.